# Strimmig bonito
Strimmig bonito (Sarda orientalis) är en fiskart som först beskrevs av Temminck och Schlegel, 1844.  Strimmig bonito ingår i släktet Sarda och familjen makrillfiskar. IUCN kategoriserar arten globalt som livskraftig. Inga underarter finns listade i Catalogue of Life.